# Karin Székessy

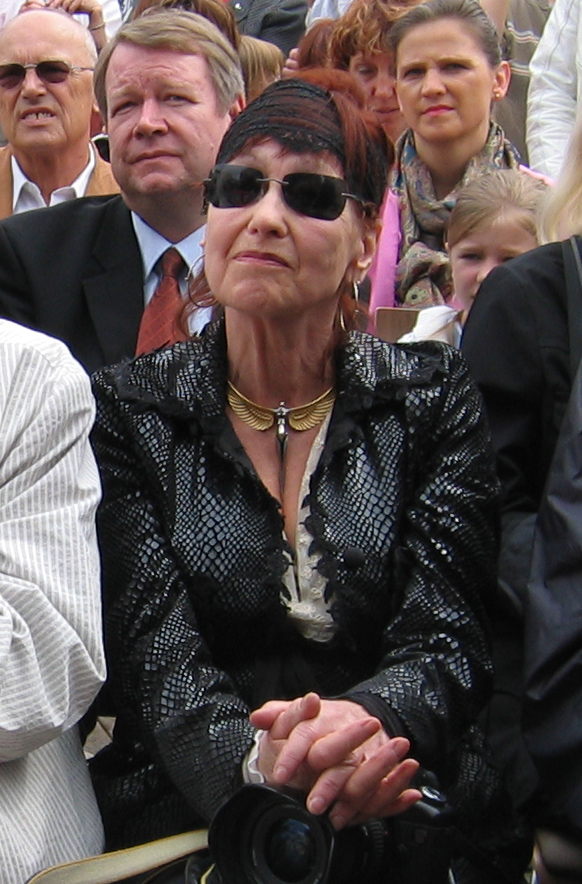
Karin Székessy (2007)

Karin Székessy (* 17. April 1938 in Essen; † 22. Mai 2025) war eine deutsche Fotografin.

## Leben und Werk
Zwischen 1957 und 1959 studierte Karin Székessy Photographie am Institut für Bildjournalismus in München.
1959 begann sie mit Puppenphotos, zu denen ab 1963 Porträts, Künstlerporträts, Stillleben, Landschaften und Aktphotographien hinzukamen. Insbesondere die Aktphotographien, der Schwerpunkt im Werk Karin Székessys, machten sie international bekannt.
In der Zeit von 1960 bis 1966 arbeitete Székessy als Reportagephotographin bei der Zeitschrift Kristall und war zwischen 1962 und 1967 Mitglied der Werkgruppe Zeitgenossen. Von 1967 bis 1969 hatte sie eine Lehrtätigkeit in dem Fachgebiet Modephotographie an der Werkkunstschule Hamburg inne.
Karin Székessy war seit 1971 bis zu dessen Tod im Jahr 2010 mit dem Künstler Paul Wunderlich verheiratet. Über die Ehejahre hinweg entstanden zahlreiche Arbeiten in enger Werkkorrespondenz. „Beider Œuvre wandelte dabei – auch wegen ihrer Perfektion – immer ein bisschen auf dem schmalen Grat zwischen erotischer unterlegter Phantastik und luxuriösem Kitsch. Und doch stehen sie vor allem für eine Vorstellung kultivierter kosmopolitischer Eleganz in der bundesrepublikanischen Kunstwelt der 60er und 70er,“ so die Photobastei Zürich.
Zwischen 1984 und 1987 erstellte Karin Székessy außerdem ca. 300 Coverphotos für Ullstein-Krimis.
Karin Székessy lebte in Hamburg und im südfranzösischen Saint-Pierre-de-Vassols. 
Ihr Vater war der Wirtschaftsjurist Wolfgang Pohle.

## Auszeichnungen
- 1977: Prix Spezial Triennale Freiburg im Üechtland
- 1978: Kodak Fotobuchpreis
- 1979: Kodakpreis für Kalender

## Ausstellungen
- 1970: Städtische Kunsthalle Recklinghausen; Kunst und Fotografie, München
- 1974: Canon Gallery, Amsterdam
- 1975: Galerie Levy, Hamburg
- 1976: Galerie Watari, Tokio; Redfern Gallery, London; Kunsthalle zu Kiel; Sonderschau Photokina, Köln
- 1979: Deutsche Fotografie nach 1945, Kunstverein Kassel; Galerie Watari, Tokio; Galerie Huntley, Canberra/Australien
- 1980: Goethe-Institut, Brüssel
- 1981: Galerie Negru, Paris
- 1982: Redfern Gallery, London
- 1983: Nikon Galerie, Zürich
- 1986: Benteler Gallery, Houston/Texas
- 1988: Foto-Forum, Bremen, B.A.T. Hamburg
- 1989: Foto Art, Basel
- 1990: Min Gallery, Tokio
- 1993: Fotomuseum, Bremen
- 1995: Jüdisches Museum, Rendsburg; Kodak Gallery, Tokio
- 1996: Redfern Gallery, London
- 1997: Galerie Hill, Basel
- 1999: Foto + Camera Museum, Leipzig
- 2005: Kunstverein Aurich
- 2008: Museum für Kunst und Gewerbe Hamburg: Retrospektive im Rahmen der 4. Triennale der Photographie[4]
- 2009: Schloss Cappenberg: Photography-Poesie zwischen Schwarz und Weiß
- 2011: Johanna Breede PHOTOKUNST: Les filles dans l'atelier
- 2012: Stadthaus Ulm: Karin Székessy[5]
- 2016: Johanna Breede PHOTOKUNST: Natur - La Femme - Polaroids
- 2017: Städtische Galerie Fähre, Bad Saulgau: Karin Székessy: Fotografien 1957–2017 (umfangreiche Retrospektive)[6]
- 2017: Photobastei, Zürich: Karin Székessy: Fotografien 1957–2017[7] (erste Retrospektive in der Schweiz)
- 2018/19: f3 – freiraum für fotografie, Berlin: #womenphotographer Vol. I mit Berenice Abbott, Merry Alpern, Diane Arbus, Elinor Carucci, Nan Goldin, Germaine Krull, Dorothea Lange, Vivian Maier, Inge Morath, Ruth Orkin, Rosemarie Pierer, Dayanita Singh, Annette von Keudell und Karin Székessy[8], veranstaltet von der Gesellschaft für Humanistische Fotografie
- 2019: Chaussee 36 I Galerie 36, Berlin: Karin Székessy – Skulptural I Surreal
- 2025: Karin Székessy – Fotoedition 2025, Galerie Multiple Box, Hamburg
- 2025: Kunsthalle Lüneburg in der KulturBäckerei: Karin Székessy – Zeitspuren einer Ikone der Fotografie. Retrospektive des Lebenswerks.

## Veröffentlichungen
Fotoveröffentlichungen in Kristall, Das Magazin, Camera, Photo, Brigitte, Twen, Avantgarde, Japan Playboy, Leica Japan, Die Zeit, Zeit-Magazin, Der Spiegel, Die Welt, Frankfurter Allgemeine Zeitung (FAZ) etc.

### Bücher
- Les Filles dans l’Atelier. Paris 1969
- mit Paul Wunderlich: Correspondenzen. Hrsg. von Fritz J. Raddatz. Belser, Stuttgart/Zürich 1977, ISBN 3-7630-1691-0
- Pariser Zeichen, Stuttgart 1978
- Best Nudes. Tokio 1979
- Mädchen im Atelier. Mit einem Nachwort von Max Bense. Harenberg, Dortmund 1985, ISBN 3-88379-465-1
- Mädchen wie Stilleben. Verlag Photographie, Schaffhausen 1988, ISBN 3-7231-8400-6
- mit Wolfgang Klähn: Sylt – Ein Inselleben. Aquarelle und Zeichnungen, Fotografien. Hrsg. von Thomas Gädecke. Harenberg, Dortmund 1989, ISBN 3-88379-543-7
- Fotografien: Gips – Gypsum – Gypse. Edition Huber, Offenbach 1997, ISBN 3-921785-70-7
- Digitale Fotografie. CC-Verlag, Hamburg
  - Blumen. 2000
  - Früchte. 2001
  - Blätter. 2001
- Karin Székessy – Photography. Edition Braus, Heidelberg 2008, ISBN 978-3-89904-295-5
- Bell’ami. 40 Jahre Beobachtungen. Thiekötter, Münster 2009, ISBN 978-3-939838-14-2
- Zeitspuren einer Ikone der Fotografie: Karin Székessy. Distanz Verlag, Berlin 2025, ISBN 978-3-95476-764-9

### Buchillustrationen
- Heinz Ludwig Arnold (Hrsg.): Allerleilust. 100 erotische Gedichte. Mit Bildern von Karin Szekessy und Paul Wunderlich. Beck, München 1986, ISBN 3-406-31508-9
- Fritz J. Raddatz: Mein Sylt. Mit Fotografien von Karin Székessy. Marebuchverlag, Hamburg 2006, ISBN 978-3-936384-26-0